# 今野雄二
今野雄二（日文：／ Konno Yūji，1943年10月5日—2010年7月27日）是日本的电影、音乐评论家，翻译家，小说家，也进行歌曲的填词工作，代表作为石井明美歌曲《CHA-CHA-CHA》之日文填词；也曾为成龙的日文歌曲作词。

## 经历
生于北海道室兰市。
自国际基督教大学教养学部语学科毕业后，进入出版社平凡出版（后来的MAGAZINE HOUSE）。历经杂志《平凡Punch》《an・an》编辑部工作，最终作为评论家独立。以音乐评论家身份为Michel Polnareff、罗西音乐及10cc等多名歌手及乐队的专辑作品编写过内页说明。
于日本电视台的深夜节目《11PM》中拥有介绍电影与流行次文化的专区，因被主持人爱川钦也称为而知名。70年代也主持了多档电视节目。
1984年获得最佳着装奖。1986年，为石井明美填词的《CHA-CHA-CHA》获得当年的唱片大赏新人赏。个人第一本小说集《美妙的疾病（きれいな病気）》于1989年出版。
2010年8月2日被发现于东京都内的家中自杀。

## 作品

### 书籍

#### 原创作品
- （八曜社，1975年）
- （杰克·尼科尔森；与梶原和男（日语：梶原和男）共同编辑，芳賀書店（日语：芳賀書店），1976年）
- （MAGAZINE HOUSE，1989年11月）
- （MAGAZINE HOUSE，1991年4月）
- （MAGAZINE HOUSE，1993年12月）[註 1]
- （Sony Magazines（日语：ソニー・マガジンズ），2001年10月）[註 2]
- （Sony Magazines，2002年12月）[註 3]
- （Music Magazine（日语：ミュージック・マガジン），2011年8月25日）
- （径書房，2014年1月31日）[註 4]

### 音乐

#### 单曲
- 再度营造气氛吧（日语：気分を出してもう一度） - 与当时为“立木莉莎（立木リサ）”名义的女艺人秋川莉莎（日语：秋川リサ）[註 5]合唱的单曲。作词为安井一美（日语：安井かずみ），作曲为加藤和彦，编曲为濑尾一三（日语：瀬尾一三），并有多个翻唱版本。

#### 作词
- 筒美京平 & HIS 585 BAND
  - （作曲：筒美京平）
  - （作曲：筒美京平）
- Sadistic Mika Band（日语：サディスティック・ミカ・バンド）
  - （作曲：加藤和彦）
- 成龙
  - CHINA BLUE（作曲：高中正義）
  - TRY TO LOVE ME（作曲：後藤次利）
- 馆广（日语：舘ひろし）
  - （作曲：馆广）[註 6]
  - （同上）[註 7]
  - （同上）[註 8]
- 平山三纪（日语：平山みき）
  - 1.MORE DANCE（作曲：筒美京平）
- 葡萄田（日语：葡萄畑）
  - （作曲：本間芳伸）
  - （作曲：青木和義）
- 三田村邦彦（日语：三田村邦彦）
  - （作曲：山崎稔）
  - （作曲：佐藤健 (作曲家)）

#### 译词及日语填词
- 石井明美
  - CHA-CHA-CHA
- 黑泽裕美（日语：黒沢ひろみ）
  - Venus (歌曲)（英语：Venus (Shocking Blue song)）